# Hanzinne
Hanzinne (en wallon Anzene) est un village belge francophone de l'Entre-Sambre-et-Meuse. Sis sur la route allant de Charleroi à Florennes le village fait aujourd'hui administrativement partie de la commune de Florennes, dans la province de Namur, en Région wallonne. C'était une commune à part entière avant la fusion des communes de 1977.
Hanzinne se trouve au pays de sainte Rolende près de Gerpinnes (Hymiée).

## Géographie
Village borné au Nord par Gerpinnes, à l’Est par Biesme, au sud, par Hanzinelle et à l’Ouest par Tarcienne.

## Évolution démographique
- Source: DGS, 1831 à 1970=recensements population, 1976= habitants au 31 décembre

## Histoire
On a retrouvé ici des vestiges d’une habitation néolithique et des tombes romaines et mérovingiennes. Avant l’an mil est signalée la prévôté Saint-Georges, dépendant de l’abbaye bénédictine de Soissons. Les avoués, ou protecteurs, en étaient d’abord les seigneurs de Florennes puis ceux de Morialmé, mais comme c’en était l’usage, les seigneurs s’enrichissent au détriment de ceux qu’ils doivent défendre.
Ainsi, en 1076, on voit arriver à Florennes, monté sur un âne, Arnould, récemment élu abbé de Saint-Médard à Soissons, qui vient réclamer la terre d’Hanzinne dont Godefroid IV de Rumigny-Florennes s’est emparé. Ce dernier donne aussitôt satisfaction au saint homme.
Au XVIe siècle, la prévôté dépend de chanoines liégeois.
En 1569, le seigneur de Morialmé exige des habitants le serment « d’être ses hommes perpétuels » et de rester sur son domaine ; en compensation, il les libère du droit de mortemain.
On note de nombreux procès de sorcellerie vers 1600.
En 1830, Hanzinne compte 506 habitants, répartis dans trois fermes et 106 maisons rurales. Extraction du fer; un moulin à farine mû par un ruisseau, deux brasseries activées pendant deux mois de l’année, deux maréchaux-ferrants et deux charrons.
En 1855, on établit une ligne de chemin de fer (Charleroi-Florennes) qui désenclave le village.
Vers 1890, on a extrait de la pierre et du marbre ainsi que de la terre plastique dont on faisait sur place tuiles et tuyaux. Culture de l’avoine et de l’épeautre; élevage de moutons.

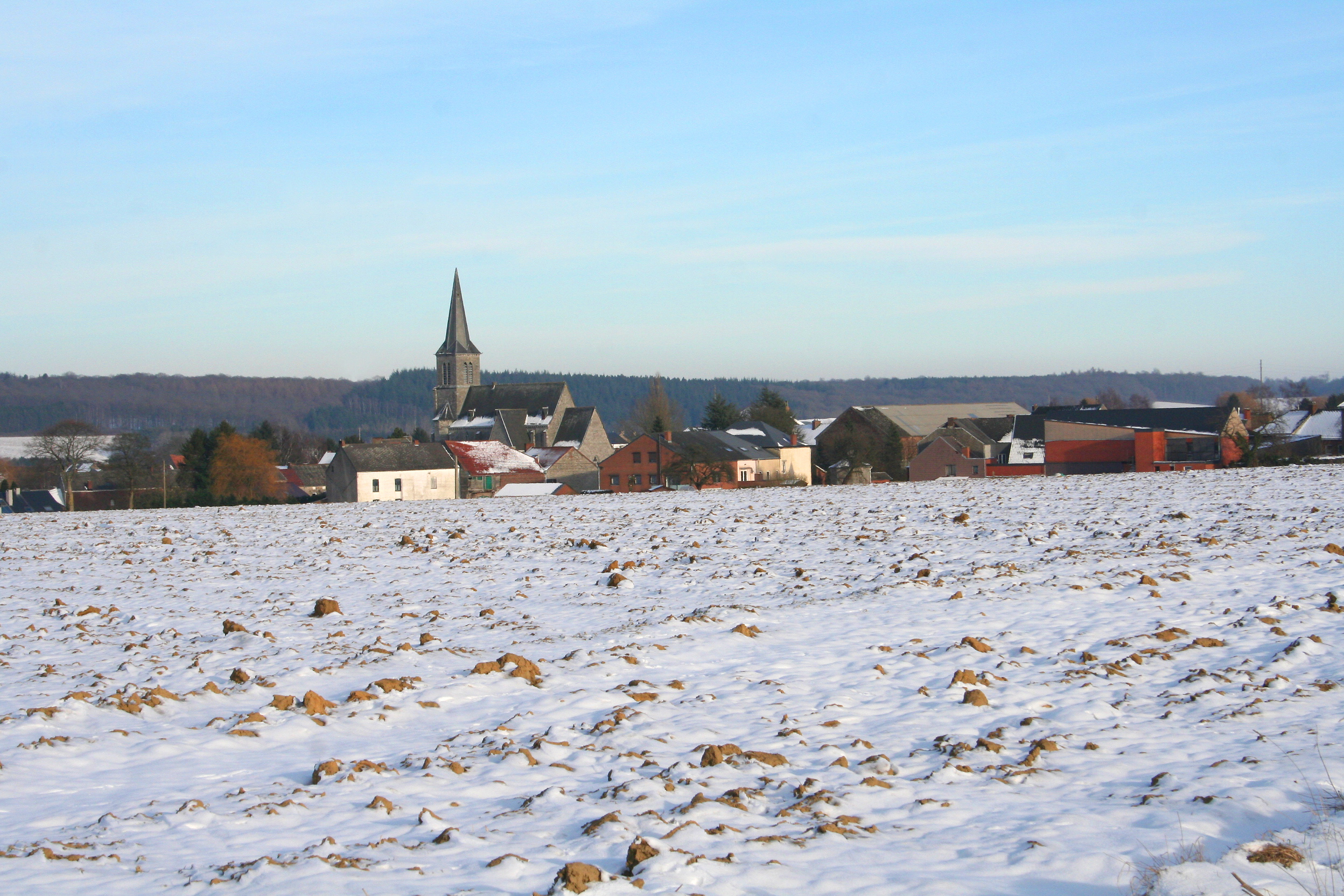
Le village en hiver.

Des fonts baptismaux du XIIe siècle sont conservés au musée archéologique de Namur.
Le 24 août 1914, les troupes allemandes mettent le feu au village et incendient 50 maisons alors que le village est pratiquement désert ; elles tuent un pauvre homme à la recherche de son bétail et en blessent grièvement un autre. Le lendemain, le curé Hector Laurent, rentré dans le village, est arrêté et menacé de mort, collé à un mur durant cinq heures.

## Patrimoine et folklore

### Patrimoine architectural
- Eglise Saint-Georges. Construite en 1870 et 1871 en style néo-gothique primaire par l'architecte Degrey[5]. L'église avait été fermé en 2008 en raison de sécurité[6], un projet de démolition et de reconstruction a été envisager mais le projet a été renoncer par le collège communal[7].  L'église fut rouverte en 2019[6].
- Chapelle Notre-Dame des Affligés, rue des Combattants. Edifice de style néo-gothique, daté de 1854[5].
- Chapelle Saint-Roch, rue des Fosses au Sable. Edicule de style néo-gothique de la 2e moitié du XIXe siècle[5].
- Chapelle Saint-Oger, rue Saint-Oger. Chapelle d'allure baroque datant de 1642[8].

## Personnalités
Les frères Tolbecque, musiciens et compositeurs illustres, sont nés à Hanzinne. Ils brillèrent à Paris, au XIXe siècle. Jean-Baptiste-Joseph Tolbecque, le plus fameux d'entre eux, composa notamment le très joyeux Galop des Tambours, immense succès du Carnaval de Paris, en 1839 et 1840. Il était interprété par un orchestre comptant quarante tambours ! La partition, pour pianoforte, a été conservée, imprimée. On y reconnait le fameux air du tradéridéra. Les frères Tolbecque aujourd'hui oubliés, seul reste connu des spécialistes, un de leurs descendants, Auguste Tolbecque, musicien, luthier et musicologue.